# Leidsch Studenten Cabaret
Het Leidsch Studenten Cabaret was een cabaretgroep die heeft bestaan van 1957 tot 1960.

## Geschiedenis
Het Leidsch Studenten Cabaret werd opgericht door Paul van Vliet, Liselore Gerritsen, Floor Kist en pianist Kaj van Oven. In de drie jaar dat de groep bestond, werden honderden voorstellingen gegeven, zowel in Nederland als daarbuiten. De laatste tournee was door Noord- en Zuid-Amerika, waarna de groep uiteen ging. De Engelstalige show heette "Please don't pick the tulips".
In deze periode maakte Paul van Vliet drie lp's en zijn tv-debuut bij de VPRO. Daarna werd hij presentator van de AVRO voor het programma's Nieuwe Oogst en Flits. Paul van Vliet studeerde in 1963 af, en werd in 1964 medeoprichter van theater PePijn.

## Enkele nummers
| Titel                           | Tekstschrijver | Componist          |
| ------------------------------- | -------------- | ------------------ |
| Cursing                         | Floor Kist     | Kaj van Oven       |
| Dag ouwe soc                    | Floor Kist     | Van Vliet/Kist     |
| De aardappeleters               | Paul van Vliet | Kaj van Oven       |
| Dromen                          | Floor Kist     | Kaj van Oven       |
| Duizend liedjes                 | Paul van Vliet | Kaj van Oven       |
| Hou je van                      | Floor Kist     | Van Oven/Van Vliet |
| In Leiden sind die Nächte lang* | George Bradtke | Karl Bette         |
| Io vivat                        | Traditie       | Traditie           |
| Is er een notabel in de zaal    | Floor Kist     | Koos Visser        |
| Laat je zoon studeren           | Floor Kist     | Kai van Oven       |
| Lege glazen, vuile borden       | Floor Kist     | Paul van Vliet     |
| Spelletjesland                  | Paul van Vliet | Kaj van Oven       |
| Waar blijft de tijd             | Floor Kist     | Jules de Corte     |

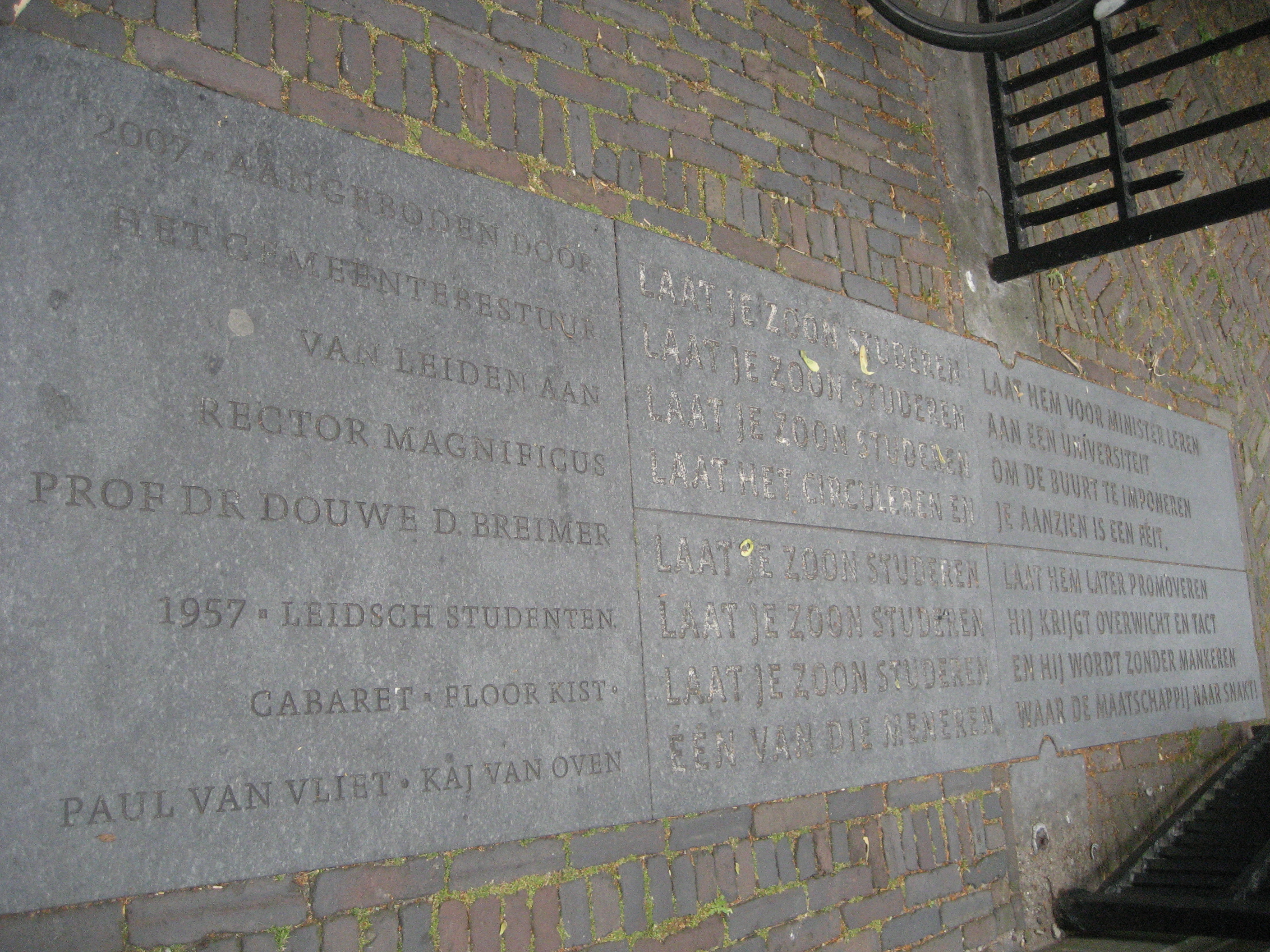
Cabaretlied "Laat je zoon studeren" in steen aan het Rapenburg

- Bewerking door Paul van Vliet van het lied In Hamburg sind die Nächte lang

## Noot
1. ↑  Zie Het Vaderland van 25 augustus 1960.